# Louis-Maurice Boutet de Monvel

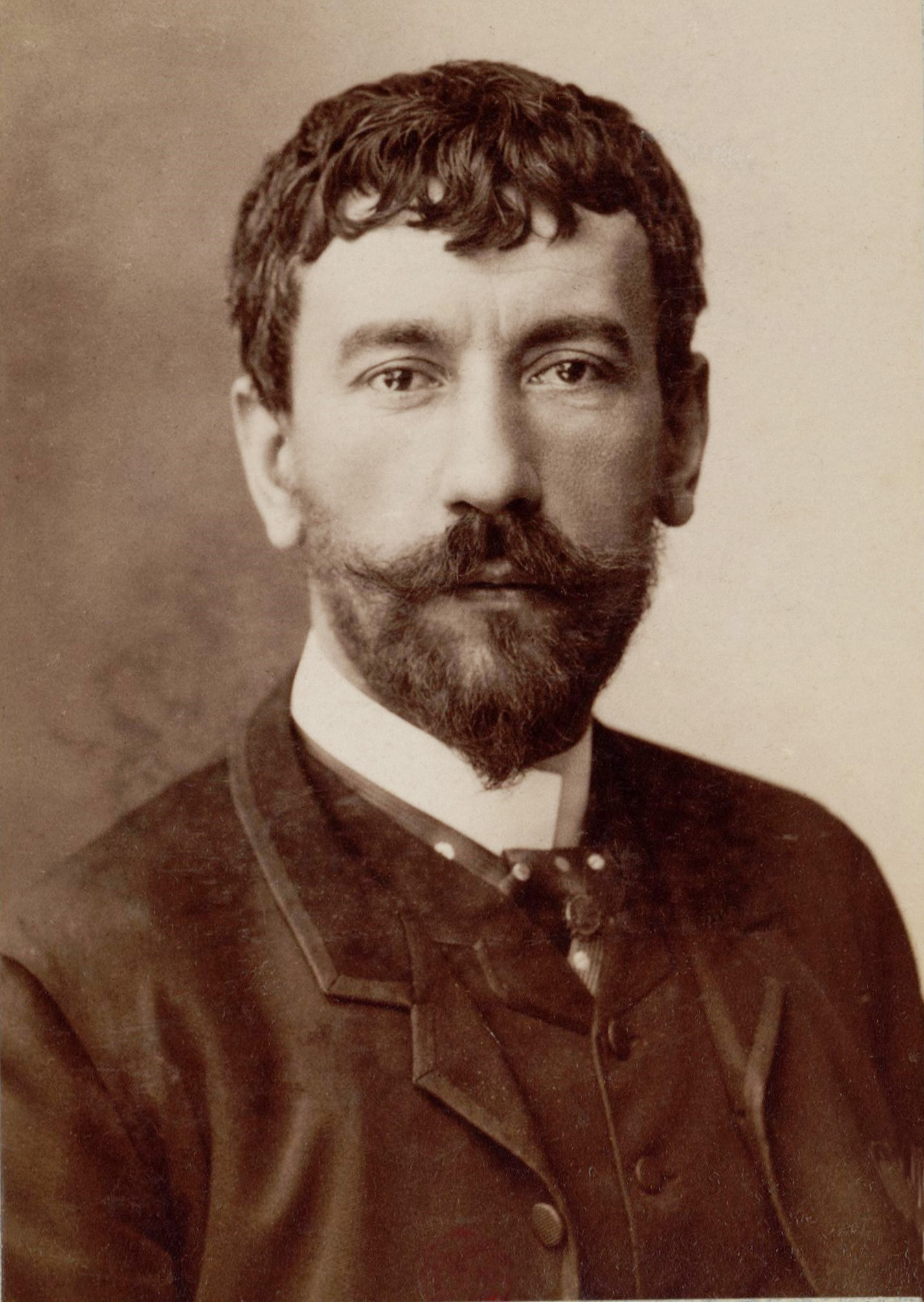
Louis-Maurice Boutet de Monvel

Louis-Maurice Boutet de Monvel (Orléans a 18 de outubro de 1850 - Paris VIIe a 16 de março de 1913), foi um pintor e ilustrador francês, mais conhecido pelas suas aquarelas para livros infantis. Foi, portanto, uma importante figura na ilustração literária infantil do século XIX.